# 北緯45度線
北緯45度線（ほくい45どせん）は、地球の赤道面より北に地理緯度にして45度の角度を成す緯線である。ヨーロッパ、アジア、太平洋、北アメリカ、大西洋を通過する。
よく北極点から赤道までの距離の中間地点だといわれるが、実際の中間地点は北緯45度線よりも16キロメートル北にある。これは地球が、自転による遠心力で赤道付近が膨らみ極付近が平らな楕円体であることに起因する。
この緯度の下では、夏至点時の可照時間は15時間37分で、冬至点時は8時間46分である。
この緯度上では、度数法による度・分・秒で分画される子午線弧長は概ね以下の長さに相当する。
- 1度 =  96.49 km (59.95 mi)
- 1分 =   1.61 km (1.00 mi)
- 1秒 =  26.80 m (87.93 ft)

## 通過する国および地域
本初子午線から東に向かって北緯45度線は以下の場所を通っている。
| 地理座標                                               | 国土・領土・領海         | 備考 |
| ------------------------------------------------------ | ------------------------ | --- |
| 北緯45度0分 東経0度0分 / 北緯45.000度 東経0.000度      | フランス                 | アキテーヌ地域圏 ミディ＝ピレネー地域圏 リムーザン地域圏 オーヴェルニュ地域圏 ローヌ＝アルプ地域圏 - グルノーブルのすぐ南を通過する。 プロヴァンス＝アルプ＝コート・ダジュール地域圏                                                                 |
| 北緯45度0分 東経6度44分 / 北緯45.000度 東経6.733度     | イタリア                 | ピエモンテ州 - トリノのすぐ南を通過する。 ロンバルディア州 エミリア＝ロマーニャ州 - ピアチェンツァのすぐ南を通過する。 ロンバルディア州 ヴェネト州 - ロヴィーゴのすぐ南を通過する。                                                                  |
| 北緯45度0分 東経12度27分 / 北緯45.000度 東経12.450度   | アドリア海               | ヴェネツィア湾 |
| 北緯45度0分 東経13度44分 / 北緯45.000度 東経13.733度   | クロアチア               | イストリア半島、ツレス島、クルク島および本土の順に通過する。 |
| 北緯45度0分 東経15度46分 / 北緯45.000度 東経15.767度   | ボスニア・ヘルツェゴビナ | |
| 北緯45度0分 東経18度44分 / 北緯45.000度 東経18.733度   | クロアチア               | |
| 北緯45度0分 東経19度6分 / 北緯45.000度 東経19.100度    | セルビア                 | ベオグラードのすぐ北を通過する。 |
| 北緯45度0分 東経21度24分 / 北緯45.000度 東経21.400度   | ルーマニア               | プロイェシュティのすぐ北を通過する。 |
| 北緯45度0分 東経29度39分 / 北緯45.000度 東経29.650度   | 黒海                     | |
| 北緯45度0分 東経33度36分 / 北緯45.000度 東経33.600度   | ウクライナ               | クリミア半島 - シンフェロポリのすぐ北、フェオドシヤのすぐ南を通過する。 |
| 北緯45度0分 東経35度24分 / 北緯45.000度 東経35.400度   | 黒海                     | |
| 北緯45度0分 東経37度13分 / 北緯45.000度 東経37.217度   | ロシア                   | クラスノダールおよびスタヴロポリのすぐ南を通過する。 |
| 北緯45度0分 東経47度15分 / 北緯45.000度 東経47.250度   | カスピ海                 | |
| 北緯45度0分 東経51度4分 / 北緯45.000度 東経51.067度    | カザフスタン             | マンギスタウ州 |
| 北緯45度0分 東経56度0分 / 北緯45.000度 東経56.000度    | ウズベキスタン           | カラカルパクスタン共和国 (自治共和国) - アラル海内のヴォズロジデニヤ島も含まれる |
| 北緯45度0分 東経59度50分 / 北緯45.000度 東経59.833度   | カザフスタン             | クズロルダ州 南カザフスタン州 ジャンブール州 アルマトイ州 |
| 北緯45度0分 東経80度2分 / 北緯45.000度 東経80.033度    | 中華人民共和国           | 新疆ウイグル自治区 |
| 北緯45度0分 東経93度13分 / 北緯45.000度 東経93.217度   | モンゴル                 | ゴビ・アルタイ県 バヤンホンゴル県 ウブルハンガイ県 ドンドゴビ県 ドルノゴビ県 |
| 北緯45度0分 東経111度46分 / 北緯45.000度 東経111.767度 | 中華人民共和国           | 内モンゴル自治区 |
| 北緯45度0分 東経112度31分 / 北緯45.000度 東経112.517度 | モンゴル                 | スフバータル県 |
| 北緯45度0分 東経114度7分 / 北緯45.000度 東経114.117度  | 中華人民共和国           | 内モンゴル自治区 吉林省 黒竜江省 |
| 北緯45度0分 東経131度30分 / 北緯45.000度 東経131.500度 | ロシア                   | 沿海地方 |
| 北緯45度0分 東経136度37分 / 北緯45.000度 東経136.617度 | 日本海                   | 日本 利尻島のすぐ南を通過する。 |
| 北緯45度0分 東経141度41分 / 北緯45.000度 東経141.683度 | 日本                     | 北海道 - 宗谷総合振興局幌延町、浜頓別町、中頓別町、枝幸町 |
| 北緯45度0分 東経142度32分 / 北緯45.000度 東経142.533度 | オホーツク海             | |
| 北緯45度0分 東経147度31分 / 北緯45.000度 東経147.517度 | 千島列島                 | 択捉島 ( ロシアが実効支配し、 日本が領有権を主張している) |
| 北緯45度0分 東経147度59分 / 北緯45.000度 東経147.983度 | 太平洋                   | |
| 北緯45度0分 西経124度1分 / 北緯45.000度 西経124.017度  | アメリカ合衆国           | オレゴン州 アイダホ州 モンタナ州 / ワイオミング州 州境 (おおむね) サウスダコタ州 ミネソタ州 - ミネアポリス市内を通過する。 ウィスコンシン州 - ウォーソー西郊で45×90地点（北緯45度0分0秒 西経90度0分0秒 / 北緯45.00000度 西経90.00000度）を通過する。 |
| 北緯45度0分 西経87度37分 / 北緯45.000度 西経87.617度   | ミシガン湖               | グリーン湾 - アメリカ合衆国の領水 |
| 北緯45度0分 西経87度21分 / 北緯45.000度 西経87.350度   | アメリカ合衆国           | ウィスコンシン州 - ドア半島 |
| 北緯45度0分 西経87度9分 / 北緯45.000度 西経87.150度    | ミシガン湖               | アメリカ合衆国の領水 |
| 北緯45度0分 西経86度9分 / 北緯45.000度 西経86.150度    | アメリカ合衆国           | ミシガン州 - サウスマニトウ島 |
| 北緯45度0分 西経86度5分 / 北緯45.000度 西経86.083度    | ミシガン湖               | アメリカ合衆国の領水 |
| 北緯45度0分 西経85度47分 / 北緯45.000度 西経85.783度   | アメリカ合衆国           | ミシガン州 |
| 北緯45度0分 西経83度26分 / 北緯45.000度 西経83.433度   | ヒューロン湖             | アメリカ合衆国および カナダの領水 |
| 北緯45度0分 西経81度27分 / 北緯45.000度 西経81.450度   | カナダ                   | オンタリオ州 - ブルース半島 |
| 北緯45度0分 西経81度11分 / 北緯45.000度 西経81.183度   | ヒューロン湖             | ジョージア湾 - カナダの領水 |
| 北緯45度0分 西経79度59分 / 北緯45.000度 西経79.983度   | カナダ                   | オンタリオ州 |
| 北緯45度0分 西経74度54分 / 北緯45.000度 西経74.900度   | アメリカ合衆国           | ニューヨーク州 - 約 10 km 通過する |
| 北緯45度0分 西経74度46分 / 北緯45.000度 西経74.767度   | カナダ                   | オンタリオ州 - コーンウォール島 ケベック州 - 南側の州境が アメリカ合衆国ニューヨーク州との間で国境として接する |
| 北緯45度0分 西経73度54分 / 北緯45.000度 西経73.900度   | アメリカ合衆国           | ニューヨーク州 - 北側の州境が カナダケベック州との間で国境として接する バーモント州 - 北側の州境が カナダケベック州との間で国境として接する ニューハンプシャー州 メーン州                                                                            |
| 北緯45度0分 西経67度4分 / 北緯45.000度 西経67.067度    | パサマクォディ湾         | |
| 北緯45度0分 西経67度0分 / 北緯45.000度 西経67.000度    | カナダ                   | ニューブランズウィック州ディア島 |
| 北緯45度0分 西経66度57分 / 北緯45.000度 西経66.950度   | ファンディ湾             | カナダの領水 |
| 北緯45度0分 西経65度10分 / 北緯45.000度 西経65.167度   | カナダ                   | ノバスコシア州 |
| 北緯45度0分 西経61度57分 / 北緯45.000度 西経61.950度   | 大西洋                   | |
| 北緯45度0分 西経1度12分 / 北緯45.000度 西経1.200度     | フランス                 | アキテーヌ地域圏 - ボルドーのすぐ南を通過する。 |

## 北アメリカ

アメリカ合衆国ニューハンプシャー州にある北緯45度線の記念碑

北アメリカにおいて北緯45度線は、セントローレンス川とコネチカット川の間で大まかにアメリカ合衆国 - カナダ間の国境の一部となっており (米国側はニューヨーク州およびバーモント州の北側、カナダ側はケベック州の南側である) 、しばしばカナダ・ライン Canada line) と呼ばれる。実際には1772年の調査時に誤りがあったため、バーモント州の正確な州境線は約1kmほど北に引かれている。この境界線は (大部分は米国領であるが) 両国が共有しているシャンプレーン湖と交差する。
45度線はモンタナ州とワイオミング州の州境の大部分を形成している。また、米国内では他にオレゴン州、アイダホ州、サウスダコタ州、ミネソタ州、ウィスコンシン州、ミシガン州、ニューヨーク州、バーモント州、ニューハンプシャー州およびメーン州を、カナダではオンタリオ州、ケベック州、ニューブランズウィック州およびノバスコシア州を通過する。

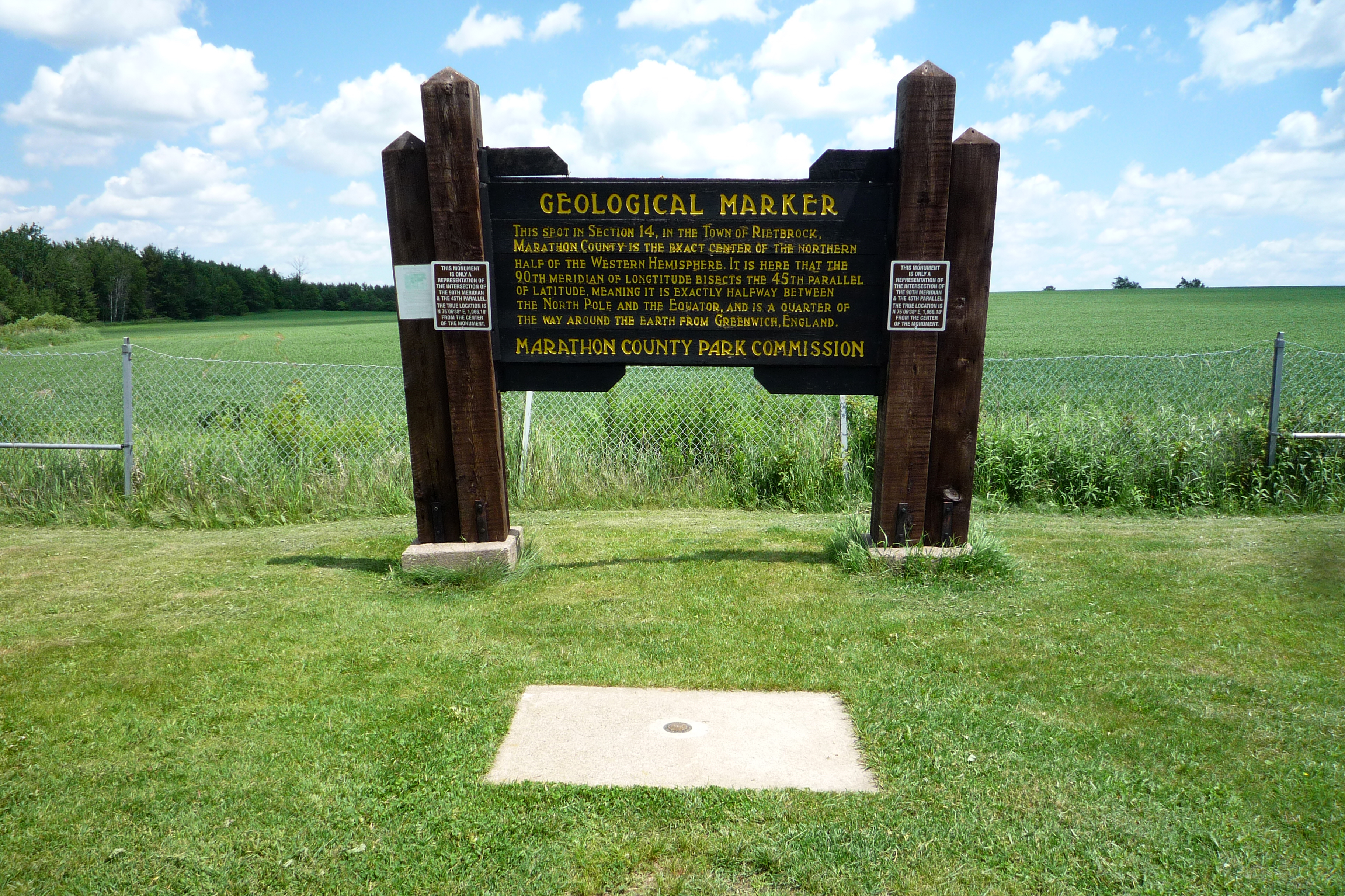
ウィスコンシン州ウォーソー西郊に立つ45×90地点の標識

カナダではノバスコシア州を大まかに二等分しており、州都ハリファックスは45度線より約40 km南にある。
ニューブランズウィック州の本土はすべて45度線よりも北にあり、州内最大の都市セントジョンの南西約90kmにある州本土最南端の町グリーンズ・ポイントのわずかに南を通過する。ディア島の3分の2とカンポベロ島およびグランド・マナン島の全土が45度線の南に位置する。
ミシガン州では、グランドトラバース湾に面するオールドミッション半島の先端がちょうど45度線上にある。多くのガイドブックや標識ではミッションポイント灯台が赤道と北極点の中間地点であると解説されている。グランドトラバース湾が通常の潮位まで下がったとき、北緯45度ちょうどまで歩いて行くことができる。

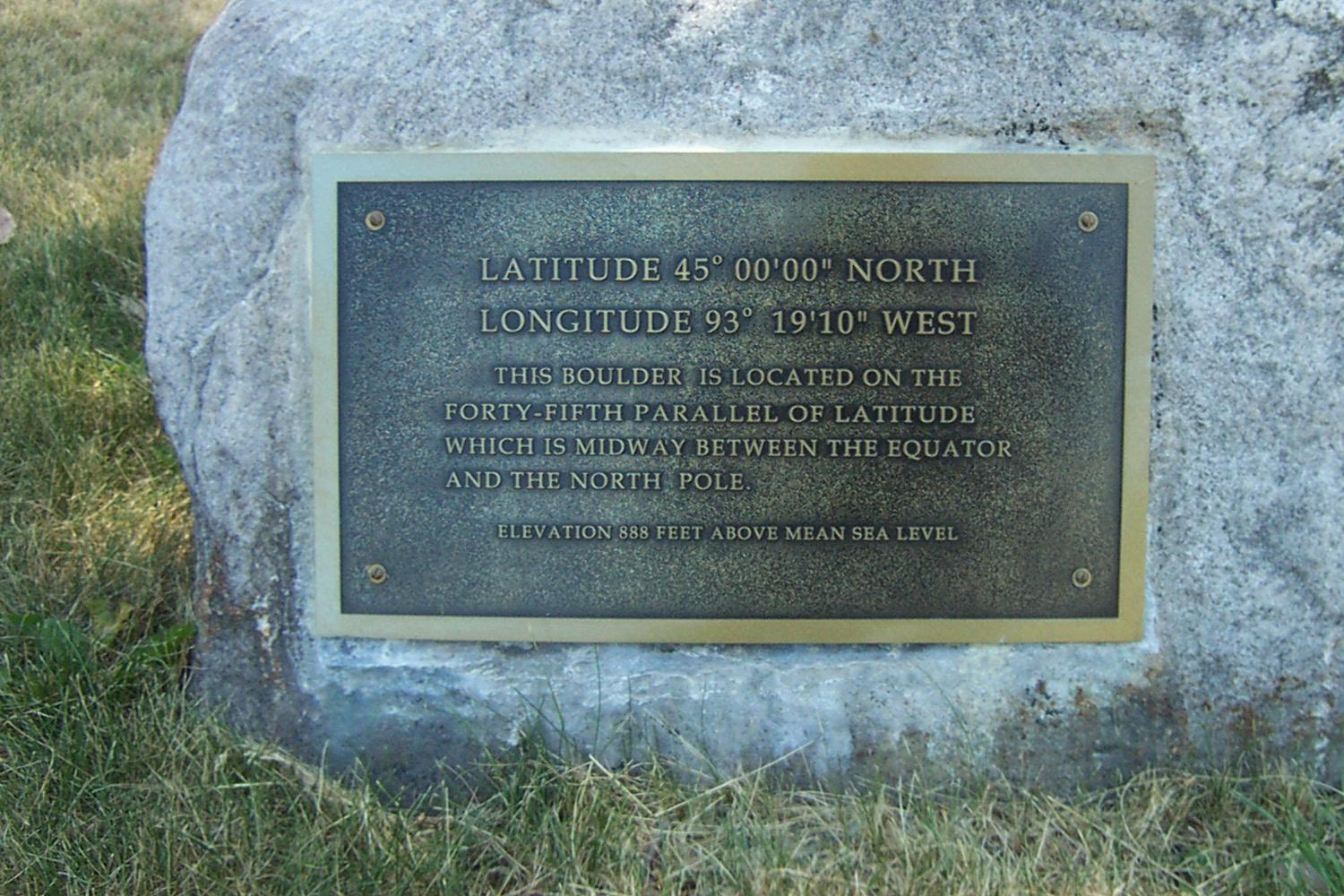
ミネソタ州ミネアポリスのゴールデンヴァレーにある記念銘板

西に視点を移すと、ウィスコンシン州中央部、ウォーソー市の西郊で、45度線は西経90度線と交わる（45×90地点のひとつ）。さらに西では、45度線はミネアポリス・セントポール都市圏を大きく二等分する。ミネアポリスのセオドア・ワース公園内には記念銘板が置かれている。ノースイースト・ミネアポリス市内を東西方向に走る大通り (Broadway Avenue) のセンターラインは、市の設計者により計画的に北緯45度線の延長上に引かれた。 (つまり、大通りの中央に立った場合、文字通り45度線上に立ったことになるということである。) 米国西部においては、45度線はグレートプレーンズやロッキー山脈を横切り、オレゴン州の太平洋岸と交差する。米国中で45度線の通過する地点には、当地が北極点と赤道の中間地点である旨を示す高速道路の標識等が見られる。

### 通過する市や地域自治体
西から順に北アメリカでは以下の都市またはわずかにその脇を通過する。
- アメリカ合衆国オレゴン州カイザー
- アメリカ合衆国ミネソタ州ミネアポリスおよび複数の近隣都市
- カナダオンタリオ州ブレイスブリッジ

## アジア

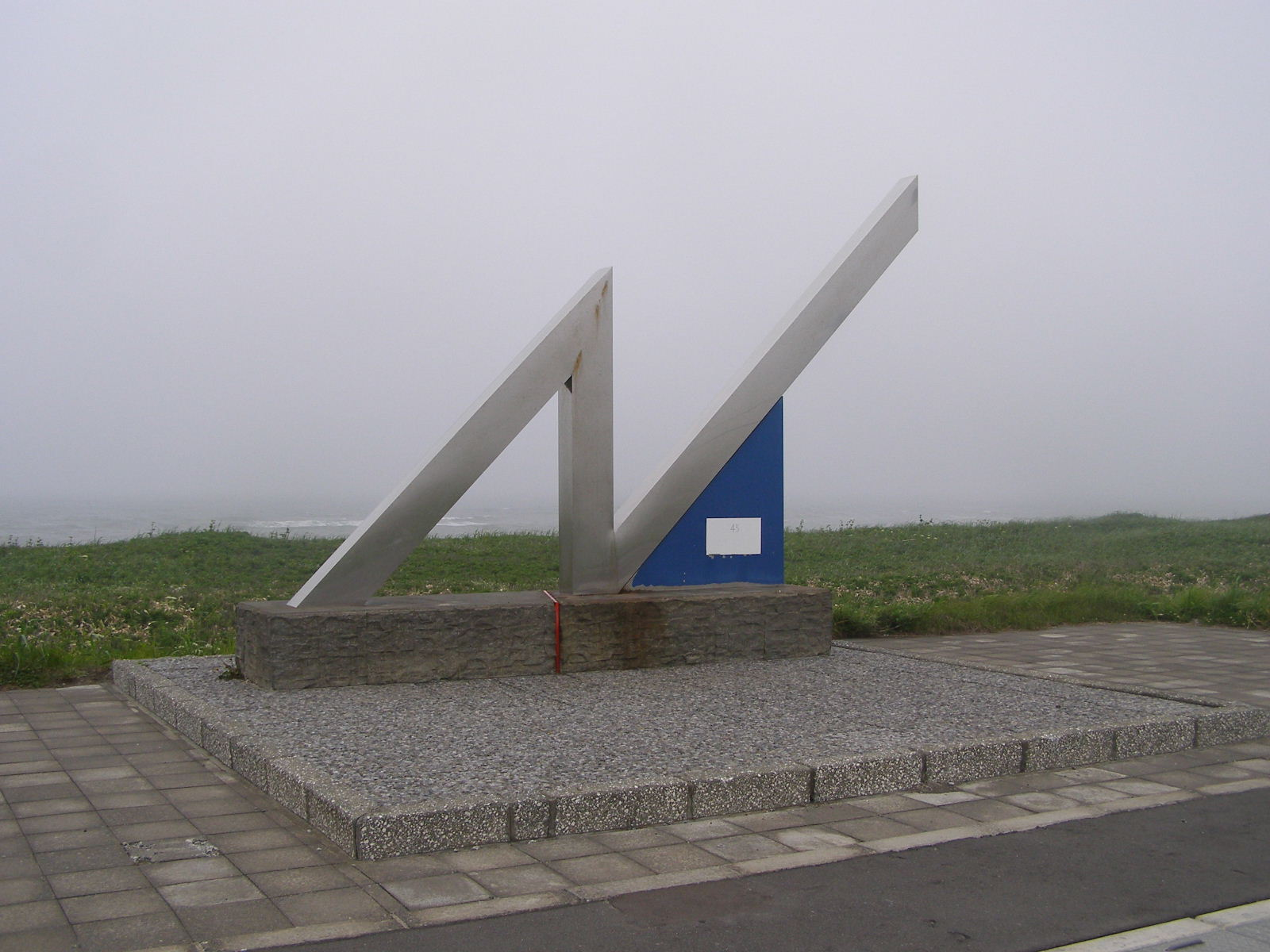
幌延町の北緯45度モニュメント。赤い印が45度線。

前節からさらに45度線を西へ延長すると、長く北太平洋を渡った後、利尻礼文サロベツ国立公園を横切り、日本の北海道北部に位置する幌延町を通過する。さらに日本海北部海域を進み、ロシアウラジオストクの北方、沿海地方沿岸部と交差する。
ロシアとの国境地帯にある中国東北部のハンカ湖を通過し、黒竜江省、吉林省および内モンゴル自治区東部を横切る。モンゴル南部のモンゴル高原の、スフバータル、ドルノゴビ (および県都サインシャンド)、ドンドゴビ、ウブンハルガイ、バヤンホンゴル、ゴビ・アルタイ、ホブドの各県を横断する。中国北西部では新疆ウイグル自治区のイリ・カザフ自治州と産油地として知られるカラマイ市を通過する。
続いてカザフスタンの南部からバルハシ湖南端までを通過し、さらに西部のクズロルダへ延びる。アラル海でウズベキスタンと国境を接し、かつてソ連が使用していた化学兵器の研究所があるヴォズロジデニヤ半島を通る。ウスチュルト台地の北端をかすめ、再びカザフスタンへ入り、カスピ海の北部を経てヨーロッパとロシアへと延びていく。

## ヨーロッパ

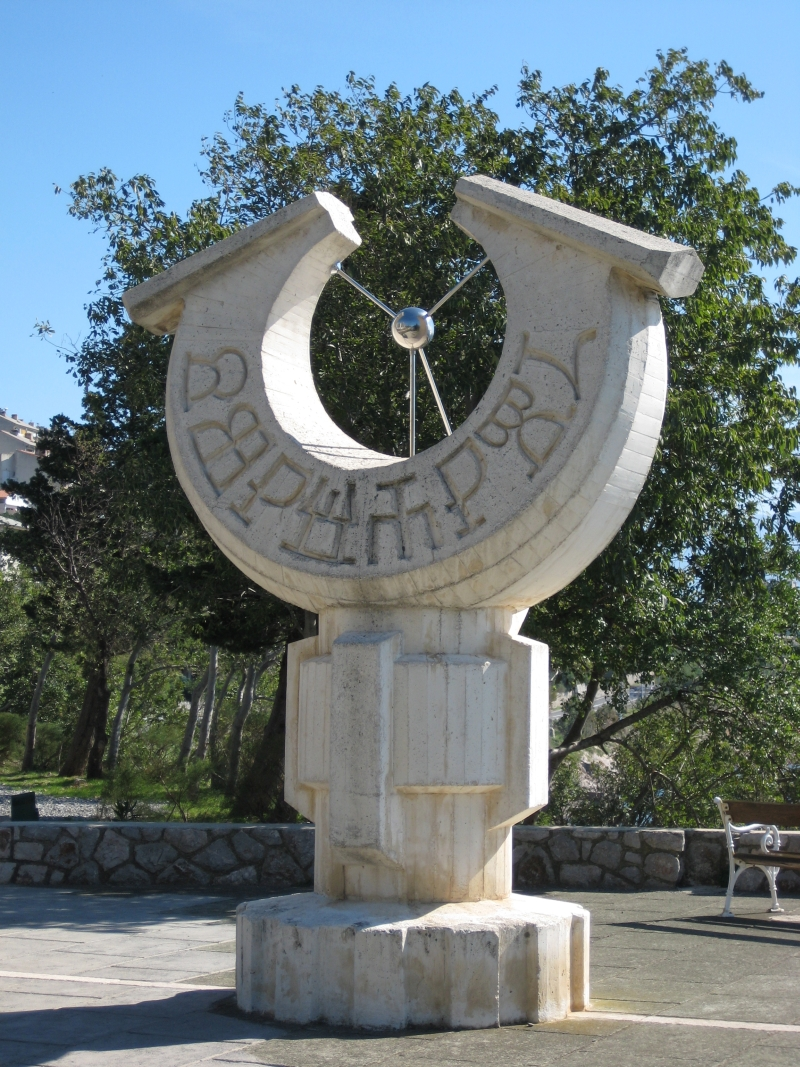
45度線上に置かれた日時計 (クロアチア・セニ)

ヨーロッパでは、東はロシア領コーカサス地方のカスピ海岸から、西はフランスのビスケー湾まで伸びている。ロシア領内ではカスピ海の西海岸から黒海の東海岸まで、カルムイク共和国、スタヴロポリ地方とその州都スタヴロポリ、クラスノダール地方とその行政の中心クラスノダールを通っている。ウクライナ領内では、クリミア自治共和国とその首都シンフェロポリを通っている。
更に其の西側ではバルカン半島を貫いている。: ルーマニア（プロイェシュティのすぐ北、トゥルグ・ジウの中）、セルビアのヴォイヴォディナ自治州、クロアチアの東端のごく一部、ボスニア・ヘルツェゴビナの北端,そしてアドリア海沿いのクロアチア領を通る。セルビアの首都であるベオグラードはこの緯線のすぐ南にある。
北イタリアでは、ロヴィーゴ付近でポー川を横切り、コッティアン・アルプスを越えてフランス領内に入る直前にトリノのすぐ南を通過する。南フランスでは、ヴァランスのすぐ北でローヌ川と交わる。フランスのオートルートの一つであるオートルート A7には、"Aire de Pont de l'Isere/Latitude 45'"というサービスエリアがある。その後はフランスの中央高地を越え、アキテーヌ地域圏に入る。ボルドーはこの緯線のすぐ南にある。